# Seikimatsu Occult Gakuin
Seikimatsu Occult Gakuin (яп. 世紀末オカルト学院 Сэйкимацу Окаруто Гакуин, рус. «Современная Оккультная Академия») — 13-серийное аниме, созданное компаниями «A-1 Pictures» и «Aniplex» и срежиссированное Томохико Ито. Премьерный показ первой серии состоялся 5 июля 2010 года. Это аниме — третье в проекте «Anime no Chikara» по созданию оригинальных сериалов, не имеющих в своей основе лайт-новел или мангу.

## Сюжет
История разворачивается вокруг Майи, дочери бывшего директора частной японской академии Вальдштайна по изучению оккультных наук, умершего в 1999 году, и Фумиаки Утиды, таинственного молодого человека, переместившегося во времени из 2012 года.
После похорон отца Майя возвращается в Академию, которую так ненавидит, чтобы навсегда её закрыть.

## Персонажи
- Мая Кумасиро (яп. 神代 マヤ Кумасиро Мая)

Сэйю — Ёко Хикаса
Дочь Дзюнъитиро Кумасиро, умершего экс-директора Академии Вальдштайна. Несмотря на изначальное уважение к его работе, она ненавидит всё, что связано с оккультизмом. После смерти отца она становится директором академии и клянётся во что бы то ни стало уничтожить учебное заведение. Однако после встречи с Фумиаки Утидой она объединяется с ним чтобы найти таинственный ключ Нострадамуса, способный остановить инопланетное вторжение в 1999 году. влюблена в Фумиаки
- Фумиаки Утида (яп. 内田 文明 Утида Фумиаки)

Сэйю — Такахиро Мидзусима
Путешественник во времени, отправившийся чтобы найти ключ Нострадамуса из 2012 в 1999 год, когда он был маленьким мальчиком, обладавшим паранормальными способностями, что сделало его звездой телевизионных репортажей. Он является уже шестым исполнителем этой миссии, так как предыдущие пять были убиты.
Прибыв в 1999 год и встретив там Маю, поначалу он показался девушке хилым и трусливым, однако позже сформировал с ней команду для выполнения поставленной миссии.

## Аниме-сериал

### Список серий
| № серии | Заглавие                                                                                    | Трансляция            |
| ------- | ------------------------------------------------------------------------------------------- | --------------------- |
| 1       | Maya's Prophecy «Maya no yogen» (マヤの予言)                                                | 5 июля 2010 года      |
| 2       | The advent of Bunmei «Bunmei no tourai» (文明の到来)                                        | 12 июля 2010 года     |
| 3       | Mikaze blows through «Umashi kaze, fukinukete» (美し風、吹きぬけて)                         | 19 июля 2010 года     |
| 4       | The collapse of Bunmei «Bunmei no hōkai» (文明の崩壊)                                       | 26 июля 2010 года     |
| 5       | Kozue in the summer «Natsu no kozue» (夏のこずえ)                                           | 2 августа 2010 года   |
| 6       | Bunmei's distance «Bunmei no michinori» (文明の道程)                                        | 9 августа 2010 года   |
| 7       | Maya's amigo «Maya no Ami~go» (マヤの亜美～ゴ)                                              | 16 августа 2010 года  |
| 8       | Mamma Ami~ya! «Manma Ami~ya!» (まんま亜美～ヤ！)                                            | 23 августа 2010 года  |
| 9       | Akari of Snow «Yuki no Akari» (雪のあかり)                                                  | 30 августа 2010 года  |
| 10      | Akari of Fireplace «Danro no Akari» (暖炉のあかり)                                          | 6 сентября 2010 года  |
| 11      | Maya's Death «Maya no Shi» (マヤの死)                                                       | 13 сентября 2010 года |
| 12      | A thousand wind, the search for beauty «Sen no Kaze, Bi no Tomeyuki» (千の風、美の尋めゆき) | 20 сентября 2010 года |
| 13      | Maya's Bunmei «Maya no Bunmei» (マヤの文明)                                                 | 27 сентября 2010 года |

### Музыкальное сопровождение
Открывающую композицию «Flying Humanoid» (яп. フライングヒューマノイド Фурайнгу Хю:манойдо) исполнила Сёко Накагава, а закрывающую «Kimi ga Iru Basho» (яп. 君がいる場所, досл. «Где ты?») — Аяси Такагаки.

## Рецензии
- Отзывы обозревателей сайта Anime News Network:
  - Зак Бертци по просмотру первой серии заметил, что «дизайн персонажей и уровень анимации великолепны» и сериал «обещает стать интересным»[2].
  - По мнению Терона Мартина «это один из самых красивых сериалов нового сезона, а возможно и лучший»[3].
  - Карл Кимлингер считает, что сериал «если не лучший, то по крайней мере самый зрелищный проекта „Anime no Chikara“ компании Aniplex»[4].
  - Хоуп Чапман пишет, что «это невероятно привлекательно»[5].

По мнению обозревателя журнала «АниМаг», «сериал веселый, позитивный, в меру закрученный, хотя некоторые эпизоды и страдают провисаниями сюжета или недосказанностью», и несмотря на простоту сюжета смотреть данное аниме «весело и интересно» в первую очередь за счёт харизматичных героев. По его словам графика сериала, хотя и не режет глаз, но и не отличается особыми изысками, а его музыка подходит к действию.